# 月经杯
月经杯又稱為月亮杯、月事杯，為由硅胶、乳胶或者热塑性塑料制成、可以置放在阴道内使用的经期用品，柔软、富有弹性。一般多為鐘形，下方為短柄狀（或者也有環狀、球狀柄）。钟形部分收集由子宫内流出到阴道的经血，短柄保持月经杯在阴道中的平衡，也便于取出月经杯。

## 历史
月经杯雏形最早诞生于1867年，且通过了专利申请。雏形为一个橡胶膜小袋，内置海绵，边缘带有银环，下方通过一根银质弯钩连接腰带。使用时，需将小袋完全或部分放入阴道中。
1932年，戈达德（Goddard L. J）在美国申请第一款钟形月经杯专利。自此，月经杯的形状几乎没变。当时使用的材料是又硬又重的硫化橡胶，所以未大规模商业化。
1987年Keeper公司推出乳胶材质月经杯，月经杯开始具有商业可行性。
1999年 英國 Mooncup 公司 開始, 之後成為市場上第一家 Ethical Company 及 素食者協會 The Vegan Society (生產的月經杯絕對經過任何無動物測試)
2004年 芬蘭 Lunette 公司 成立並成為第二家有在 素食者協會 The Vegan Society 絕無動物測試的月經杯

## 一次性月经杯
一次性月经杯由聚乙烯制造，状如边缘有弹性圈的薄膜碗。置入部位比钟形月经杯更深，需放在耻骨之后，子宫颈下方。

## 优点
月经杯的收纳容量远大于卫生棉条，使用时间约为卫生棉条的2倍，但在体内放置时间不应超过12小时。能重复使用，更环保。月经杯可有效防止细菌感染和经期紊乱，发生中毒性休克症的几率比卫生棉条低。
正常使用不會像衛生棉等產生臭味，因為血基本上是沒法和空氣接觸及沒有任何吸收經血的塑膠物質會產生臭味。
不會像衛生棉一樣，不會感覺到經血流出來的感覺，接近無感月經。
與衛生棉（67,200元）、棉條（72,000元）相比，月經杯一輩子的預計花費為5,120元，更為省錢（單位：新臺幣）。
可進行不同活動如：水上活動，不會像棉條因吸收水份而降低使用時間。
硬和厚的月經杯吸力和耐用度會比較好（彈力更持久5年或以上）。
軟和薄的月經杯會較易放入及取出。

## 缺点
有些女性的阴道不易放置月经杯，月经杯置入阴道耗时繁琐。
第一次使用者使用硬身的月經杯需要練習一下放置及取出的方法。
軟身的月經杯很難放入及放入後可能很難完全打開，相對吸力較差及耐用度低點（容易失去彈性，約1 - 2 年左右）。

## 使用方法

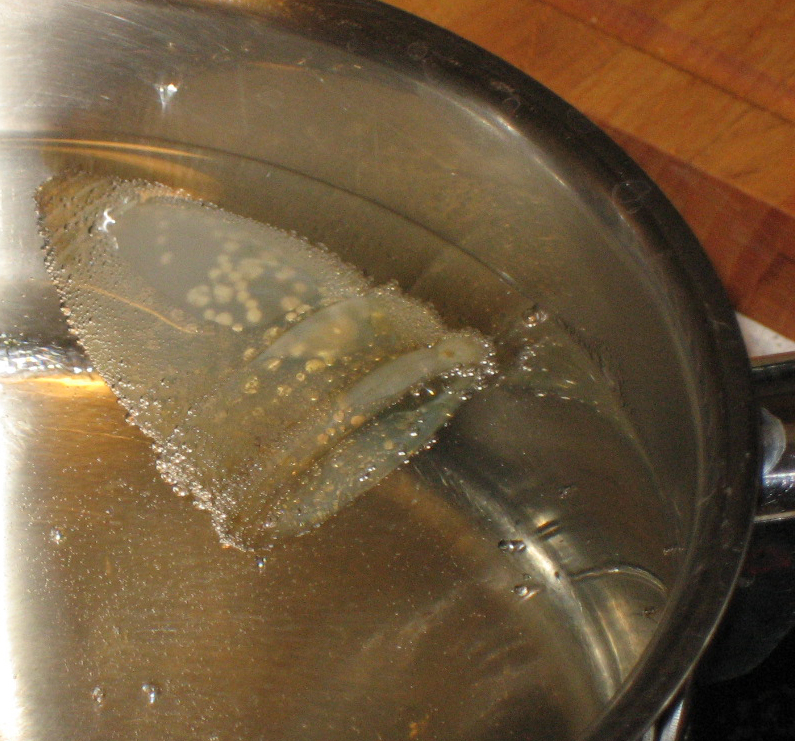
放入沸水中消毒

1. 月經開始後，將月經杯放入沸水中消毒或使用專用的消毒片消毒
2. 洗净双手
3. 对径折叠月经杯
4. 保持坐姿或蹲姿，张开双腿
5. 将月经杯放在阴道内即可
6. 欲置換時捏住短柄或月经杯底部取出 (按壓杯底解除真空狀態)
7. 用清水或无香洗洁剂或專用的消毒片洗净可再次使用
8. 月经结束后放入沸水中消毒或專用的消毒片

## 注意事项
定期更换，在体内放置时间不应超过12小时，注意消毒。在性交时使用一次性月经杯不会引起不适感，但无法起到避孕和防止性传播疾病的作用。
生育後6個月內不建議使用月經杯，因為陰道在生育過程中受損及保護變得薄弱。
素食主義者要小心有顏色的月經杯，有些染料是從昆虫提煉。
如果是環保純天然無添加的矽膠，是外表呈透明或乳白色，及不含任何塑膠。
如有產品標示為FDA認證的，有可能只是源材料含FDA認證，生產月經杯後如沒再次拿FDA認證均不一定如其所說安全。
可根據該產品或公司提供的FDA編號在FDA官網查找FDA證書的詳細是屬於物料 或是 公司 或是 產品。
市場因為商業化主導而改變，由大部份傳統的月經杯生產過程都是一體成形，但新款的月經杯可能經過多次組合使其接合位不一定完美，可能會有空隙，清洗時要小心。
新款的月經杯開始有標籤超柔軟，因為減少使用物料使杯身的厚度更薄。 雖然有可能更容易摺疊收藏，但對其使用的耐久度或使用時的真空吸力會有所下降(因為更容易移位或變形)
不要用酒精或放進微波消毒，正常情況下是不會影響其使用壽命，但有可能沾上看不見的殘留食物或酒精沒完全揮發，使放進陰道後產生感染。

## 争议
2003年，《妇产科研究》（Gynecologic and Obstetric Investigation）杂志上有一篇报告认为使用月经杯可能诱发子宫内膜异位，并报道了一例因使用月经杯而导致月经紊乱的患者，但美国食品及药物管理局（FDA）认为其证据不充分，没有禁售月经杯。